# Vild kørvel
Vild kørvel (Anthriscus sylvestris) er en toårig plante i skærmplante-familien. Det er en op til 1,5 meter høj, rigt grenet urt med matgrønne, hule, furede stængler, der forneden er spredt stivhåret. Bladene er store, mørkegrønne og 2-3 gange fjersnitdelte med trekantet omrids. De hvide blomster sidder i endestillede skærme. Storskærmens stråler er glatte og storsvøb mangler eller er 1-2-bladet. Småskærmene er 5-15-blomstrede og har 5-6 bredt lancetformede svøbblade. Frugten er kølleformet, glinsende og sortbrun og 6-11 millimeter lang. Vild kørvel er udbredt i Europa, Nordafrika og Nordasien, mod syd kun i bjergegne. Den findes desuden indslæbt i Nordamerika.
I Danmark er vild kørvel almindelig langs veje, på jernbaneskrænter, enge, i lyse skove og hegn. Den blomstrer i maj og juni.
Skrydstruppigen, der levede i bronzealderen, blev lagt til hvile på en kohud, der var strøet med netop vild kørvel.

## Hjemsted
Arten findes overalt i Danmark på lysåbne eller svagt skyggede voksesteder, hvor jordbunden er veldrænet og næringsrig, f.eks. langs vejkanter, skovbryn, og strandvolde samt på ruderater, overdrev, brakmarker og i haver.
I Suserup Skov har Naturstyrelsen en gård, Suserupgård. Arealet omfatter skov, agerland, eng og ovedrev. Ved en opmålig af et mindre skovstykke, her kaldet ”analyse nr. 540”, fandt man arten sammen med bl.a. agersnerle, almindelig ask, almindelig brunelle, almindelig fuglegræs, almindelig hundegræs, almindelig hvidtjørn, almindelig hyld, almindelig hæg, almindelig kvik, almindelig rapgræs, almindelig røllike, almindelig røn, bakkeforglemmigej, brunfiltet stjernemos, almindelig bøg, febernellikerod, fladstrået rapgræs, fløjlsgræs, fuglekirsebær, glat dueurt, grå bynke, haremad, hindbær, hvas randfrø, knoldet brunrod, korsknap, krybhvene, lundrapgræs, lægeoksetunge, mælkebøtte, nældeklokke, nældesilke, pastinak, rubørstet kortkapsel, rynket rose, rød svingel, skovelm, skovhanekro, stilkeg, stor fladstjerne, stor nælde
Man skal være meget opmærksom på, at vild kørvel nemt lader sig forveksle med skarntyde.

## Eksterne links
- Arne og Anna-Lena Anderberg: Den virtuella floran, Naturhistoriska riksmuseet (svensk)
- M. Skytte Christiansen og Henning Anthon: Danmarks Vilde Planter, Branner og Korchs Forlag 1958.
- Naturbasen - Billeder og udbredelse i Danmark af Vild kørvel

| Portal | Portal:Botanik |